# Свети Сава (Белград)
„Свети Сава“ (на сръбски: Храм Светог Саве) е най-големият православен храм в Сърбия и на Балканския полуостров, катедрала на Сръбската православна църква и една от най-големите православни черкви в света. Намира се в източната част на Светосавския площад в Белград.

## История
Проектът цели с височина от 79 m той да е много по-висок от „Света София“ в Истанбул (височина с купола 56 m) и „Свети Александър Невски“ в София (висок 53 m), като стане най-високият православен храм на Балканите и сред най-големите православни черкви в света.
Изграждането на храма започва още от 1894 г. През 1926 г. е одобрен архитектурният план на църквата, изработен от архитект Богдан Несторович. По-късно планът претърпява малки изменения от архитект Александър Дероко. Освещаването на основите се извършва от патриарх Варнава на 15 септември 1935 г., а на 27 май 1939 г. патриарх Гаврило освещава и олтара на църквата. По време на Втората световна война изграждането на храма е спряно и чак през 1984 г. югославската държава дава позволение за доизграждане на църквата, която наново е осветена от патриарх Герман в присъствието на всички сръбски архиереи. За протомайстор е определен архитект Бранко Пешич, професор в Белградския университет.
Църквата е изградена в неовизантийски стил, пряко повлиян от храма „Света София“ в Истанбул. Има 4 камбанарии, високи по 44 м. Височината с централния купол при върха е 70 м (без кръста), а площта на храма е с размери 91 × 81 m. Украсен е с 18 позлатени кръста. През 2004 г. е завършено изграждането на външната облицовка, интериорът на църквата все още не е готов. Този храм-паметник е неотменима част от съвременния силует на Белград и вече е сред главните забележителности на сръбската столица.